# Ligúria
A Ligúria (em italiano: Liguria; em lígure Ligûria) é uma região do noroeste da Itália, com 1,7 milhão de habitantes e 5410 km², cuja capital é Gênova. Tem limites ao sul com o mar Lígure, a oeste com a França (região Provença-Alpes-Costa Azul), a norte com o Piemonte e com a Emília-Romanha, e a leste com a Toscana.
É uma região de grande apelo turístico pelas suas belezas naturais, entre as quais – próximo a La Spezia – as famosas Cinque Terre constituídas de cinco cidades marítimas de Corniglia, Manarola, Monterosso al Mare, Riomaggiore, Vernazza e ainda a Riviera dei Fiori, próximo a Sanremo.

## Administração

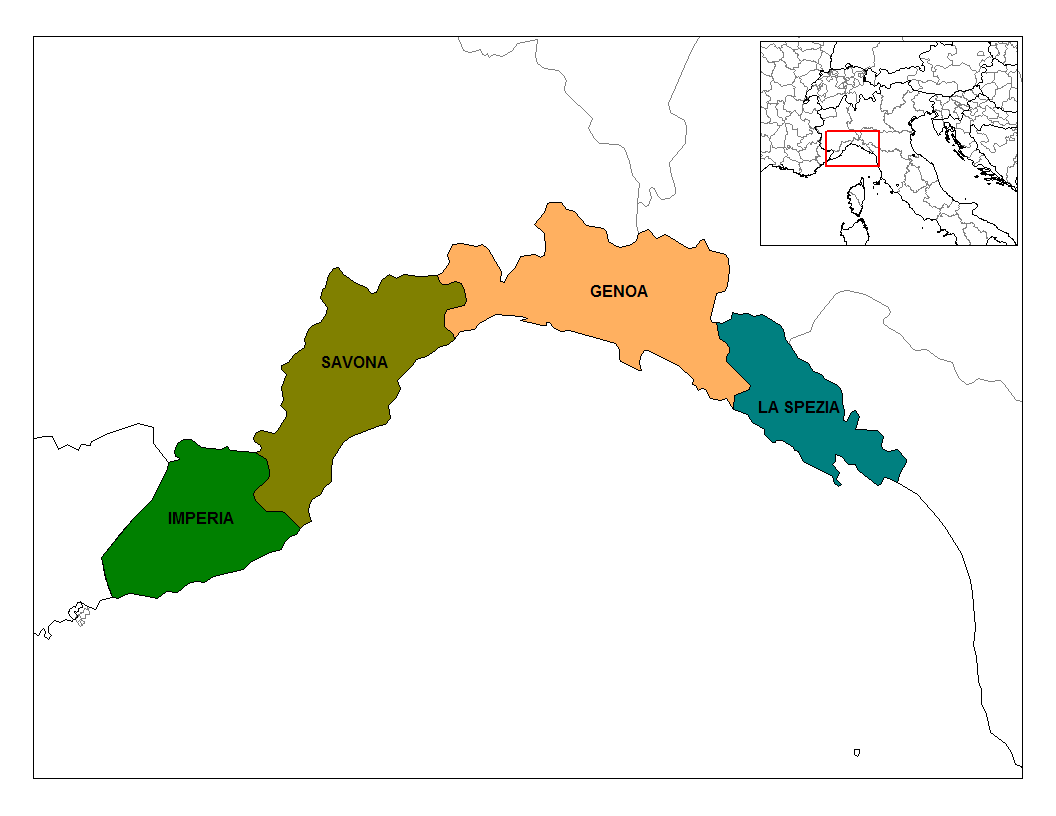
Províncias da Ligúria

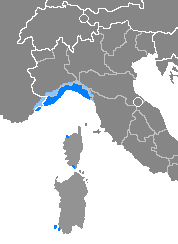
Língua lígure

Esta região é composta das seguintes províncias:
- Gênova
- Impéria
- La Spezia
- Savona